# Área salvaje Hoover
El área salvaje Hoover (del inglés: Hoover Wilderness)  es un área salvaje de Estados Unidos situada en los bosques nacionales de Inyo y Humboldt-Toiyabe. Se encuentra al este de la cresta de la Sierra Nevada central, en California, al norte y al este del parque nacional de Yosemite.
Las cabeceras del río East Walker comienzan en el área salvaje Hoover. Comprende aproximadamente 197 km². Muchos senderos conducen a ella desde el este, desde Meadow Walker (fuera de la carretera del Paso de Sonora), Buckeye Creek, Lagos Green, Lagos Virginia, Lago Lundy, y el lago de Alforja (fuera de la carretera Tioga Pass).
El área salvaje Hoover fue designada originalmente como Primitive Area  por el Servicio Forestal en 1931. Fue nombrada en honor del presidente Herbert Hoover. En 1956, fue designada como área salvaje y se convirtió como tal cuando la Ley de Áreas Salvajes de 1964 fue aprobada.
El área salvaje  Hoover fue el escenario de Camping Adventure, un libro para niños publicado en 1976 por la National Geographic Society. Es gestionada por el Servicio Forestal de los Estados Unidos.